# 서울성동소방서
서울성동소방서(서울城東消防署, Seoul Seongdong Fire Station)은 서울특별시 성동구를 관할하는 서울특별시 소방재난본부 산하의 소방서이다.
소방서장은 소방정으로 보한다.

## 조직
| - 소방행정과 - 소방행정팀 - 장비회계팀 - 홍보교육팀 | - 재난관리과 - 대응총괄팀 - 구조팀 - 구급팀 | - 예방과 - 예방팀 - 검사지도팀 - 위험물안전팀 | - 현장대응단 - 지휘팀 - 진압대 - 구조대 |

## 관할센터 및 관할구역
서울성동소방서는 3개의 119안전센터와 1개의 현장대응단을 산하에 두고 있다.
| 명칭                      | 사진 | 주소                          | 관할구역                                                  | 지역대 |
| ------------------------- | ---- | ----------------------------- | --------------------------------------------------------- | ------ |
| 서울성동소방서 현장대응단 |      | 살곶이길 331 (행당동)         | 행당동, 사근동, 응봉동, 성수동1가, 단, 구조는 성동구 전역 |        |
| 성수119안전센터           |      | 성동구 뚝섬로 452 (성수동2가) | 성수동 2가, 송정동                                        |        |
| 왕십리119안전센터         |      | 고산자로 249 (도선동)         | 상왕십리동, 하왕십리동, 마장동, 홍익동, 도선동, 용답동    |        |
| 금호119안전센터           |      | 성동구 난계로 19 (금호동1가)  | 옥수동, 금호동1·2·3·4가                                   |        |

## 같이 보기
- 대한민국 소방청
- 대한민국의 소방
- 대한민국 소방공무원